# Mosteiro de Bonaval
O Mosteiro de Bonaval (espanhol: Monasterio de Bonaval) é um mosteiro localizado em Retiendas, Espanha. Foi declarado Bien de Interés Cultural em 1992.